# 寧羅德 (阿肯色州)
寧羅德（英語：Nimrod）是位於美國阿肯色州佩里縣的一個非建制地區。該地的面積和人口皆未知。

## 地理
寧羅德的座標為34°57′33″N 93°04′36″W / 34.95917°N 93.07667°W，而該地的平均海拔高度為121米（即397英尺）。